# Rasheed Araeen

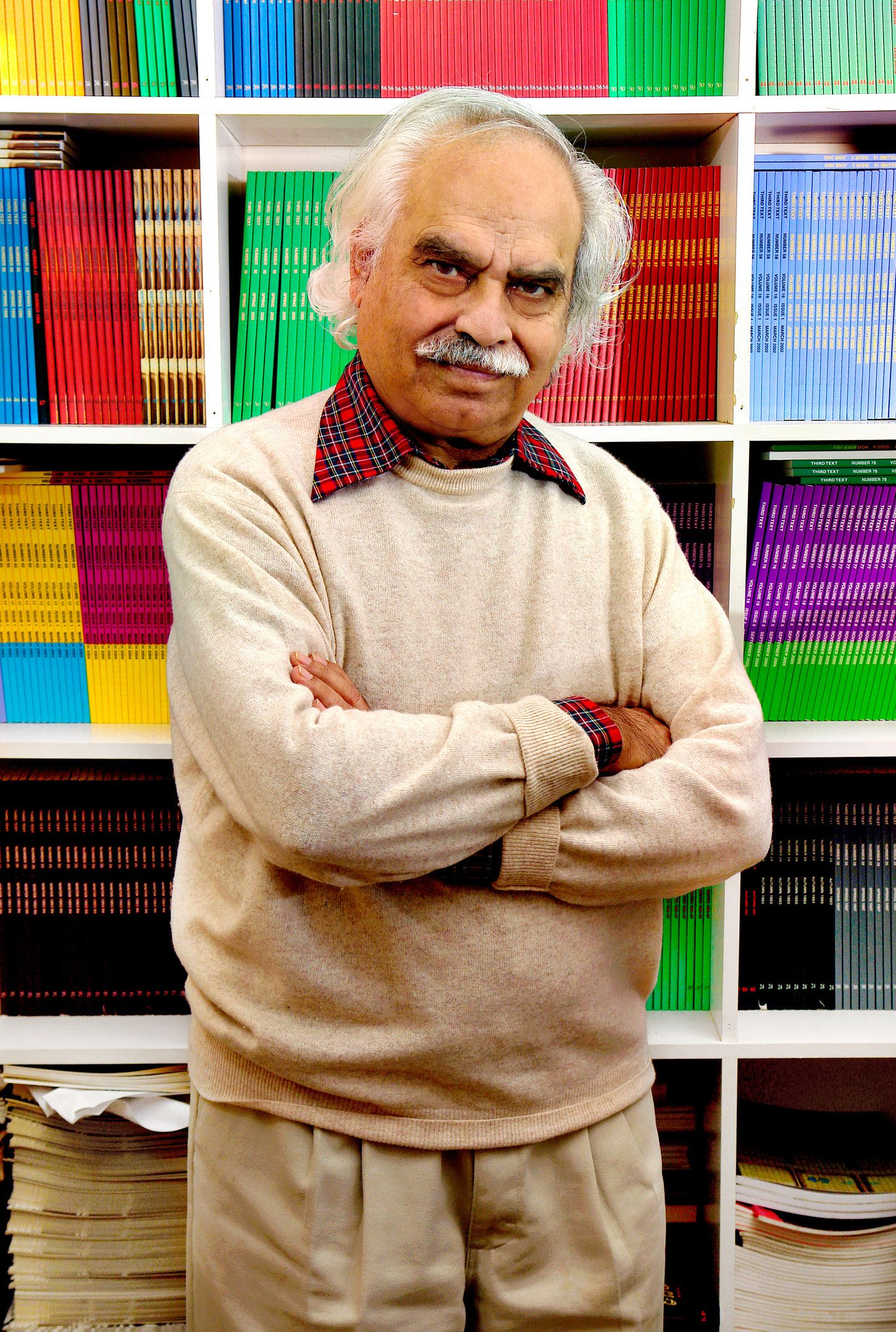
Rasheed Araeen

Rasheed Araeen (* 1935 in Karatschi) ist ein pakistanisch-britischer Maler und Bildhauer.

## Leben und Werk
In Pakistan studierte Araeen Bauingenieurwesen und arbeitete in Karatschi mehrere Jahre in seinem erlernten Beruf. Als Autodidakt schuf er Tuschebilder, z. B. die Hula Hoop-Serie (1959–1961), Skizzen, Fotografien und minimalistische Skulpturen. 1964 verließ Rasheed Araeen Pakistan und siedelte nach London über. Dort begann er formale, geometrische Skulpturen zu fertigen. 1972 schloss Rasheed Araeen sich der britischen Black-Panther-Bewegung an und gründete die Kunstzeitschriften Black Phoenix (1978), Third Text (1987) und Third Text Asia (2008).
2014 fand die Ausstellung Rasheed Araeen: Before and After Minimalism/Rasheed Araeen: Vor und nach dem Minimalismus in der Sharjah Art Foundation in Sharjah statt. 2017 war Rasheed Araeen Teilnehmer der documenta 14 in Kassel. 2018 zeigte das Van Abbemuseum in Eindhoven eine umfassende Retrospektive.